# Le meraviglie
Le meraviglie è un film del 2014 scritto e diretto da Alice Rohrwacher.

## Trama
Una famiglia di apicoltori, composta dal padre Wolfgang, la madre Angelica e le loro quattro figlie Gelsomina, la maggiore, Marinella e le piccole Caterina e Luna, vive in un casale nella campagna umbra con un'amica, Cocò. La loro vita è scandita dai ritmi lenti di quel mondo agricolo i cui tempi sono regolati dal succedersi delle stagioni delle api mellifere, dalla cura dell'orto e dall'allevamento di un piccolo gregge di pecore. L'ambiente familiare in cui le sorelle crescono è informato alle regole impartite da un padre che cerca di preservare, in questo modo, la purezza arcaica del mondo rurale, anche quando lo sviluppo industriale impone altri criteri di produzione.
Gli equilibri vengono sconvolti quando, nel corso di un'estate, in quel mondo arcaico irrompe la realtà esterna, prima con l'affido di Martin, un ragazzino introverso impegnato in un percorso di reinserimento sociale, poi con l'incontro di una troupe televisiva. Gelsomina conosce così l'affascinante Milly Catena, conduttrice di un programma televisivo che premia le famiglie tradizionali. Pur carica di responsabilità nella conduzione dell'azienda e della famiglia, Gelsomina è un'adolescente inquieta che guarda oltre l'orizzonte del suo casale. Colpita da quel mondo esotico e vagheggiando le meraviglie che sembra promettere il concorso televisivo, decide, contro la volontà del padre, di fare domanda di partecipazione.
Alla fine, nonostante le incomprensioni e le difficoltà, la famiglia si ritroverà unita.

## Produzione
La produzione del film è stata compartecipata da Italia, Svizzera e Germania e ha avuto il sostegno del Mibact, di Rai Cinema, e della regione Toscana.

### Riprese
Il film è girato in Toscana nelle campagne della provincia di Grosseto, tra i paesi di Sorano, Sovana, San Quirico e la località senese di Bagni San Filippo. Le riprese sono iniziate ad agosto 2013.
Alcune riprese riguardano anche il lago di Bolsena e in particolare l'isola Bisentina davanti a Capodimonte.

## Riconoscimenti
- 2015 - David di Donatello
  - Candidatura Miglior produttore a Carlo Cresto-Dina con Rai Cinema
- 2014 - Festival di Cannes
  - Grand Prix Speciale della Giuria ad Alice Rohrwacher
  - Candidatura Palma d'oro ad Alice Rohrwacher
- 2014 - Nastro d'argento
  - Nastro d'argento speciale ad Alice Rohrwacher
  - Premio Guglielmo Biraghi a Maria Alexandra Lungu
  - Candidatura Regista del miglior film ad Alice Rohrwacher
  - Candidatura Miglior produttore a Carlo Cresto-Dina con Rai Cinema
  - Candidatura Migliore sceneggiatura ad Alice Rohrwacher
  - Candidatura Miglior montaggio a Marco Spoletini
- 2015 - Ciak d'oro
  - Miglior manifesto a Fabian Negrin, Internozero Comunicazione
  - Candidatura Migliore attrice non protagonista ad Alba Rohrwacher
  - Candidatura Migliore sceneggiatura ad Alice Rohrwacher
  - Candidatura Miglior montaggio a Marco Spoletini
  - Candidatura Migliore scenografia a Emita Frigato
  - Candidatura Migliori costumi a Loredana Buscemi
  - Candidatura Migliore produttore a Carlo Cresto-Dina con Rai Cinema
- 2014 - Bobbio Film Festival
  - Premio Migliore regia ad Alice Rohrwacher